# Tony Frangieh
Antoine „Tony“ Frangieh (arabisch طوني فرنجيه Tuni Farandschiya; * 1. September 1939; † 13. Juni 1978 in Ehden) war ein Politiker im Libanon. In den ersten Jahren des libanesischen Bürgerkriegs führte er die Marada-Brigade, eine christliche Miliz. Er war der Sohn von Präsident Suleiman Frangieh.

## Schulbildung und frühe politische Karriere
Frangieh besuchte das College Des Freres, zuerst in Tripoli, später (von 1958 bis 1960) in Beirut. Er setzte sein Studium vor seinem Tod fort.
Am 25. Oktober 1970 folgte er seinem Vater Suleiman Frangieh als Mitglied der libanesischen Nationalversammlung für den Wahlbezirk Zgharta, nachdem dieser zum Präsidenten gewählt worden war. Er wurde außerdem zum Minister für Post und Telekommunikation ernannt.

## Bürgerkrieg
Während der frühen 1970er-Jahre, als die verschiedenen Gruppierungen im Libanon begannen, Milizen zu bilden, gründete der Frangieh-Clan die Marada-Brigade, die auch als Zgharta Liberation Army bekannt ist. Sie unterstand dem Kommando von Tony Frangieh und operierte in erster Linie von Tripoli aus im nördlichen Libanon.
Der libanesische Bürgerkrieg brachte vielerlei wechselnde politische Allianzen mit sich, wobei die Verbündeten von heute die Feinde von morgen wurden und umgekehrt. Dies geschah auch zwischen den beiden führenden maronitischen Familienclans, den Frangiehs und den Gemayels. Die Frangiehs standen Syrien nahe und der Kata’ib-Partei von Bachir Gemayel kritisch gegenüber, die sich mehr und mehr mit Israel verbündete. Phalange und Marada gerieten auch wegen Schutzgeld aneinander.
Dieser Konflikt führte zu der Ermordung von Tony Frangieh durch die Phalange-Miliz. Bachir Gemayel wird bis heute verdächtigt, selbst den Befehl zur Tötung gegeben zu haben, obwohl dieses Gerücht niemals bewiesen wurde. Am Morgen des 13. Juni 1978 um 4 Uhr drang eine Einheit der Phalangisten, die von Samir Geagea und Elie Hobeika geführt wurde, in Tony Frangiehs Landsitz ein, tötete 35 Ortsansässige, einschließlich Alte, Frauen und Kinder. Ungefähr 10 Phalangisten wurden bei der Aktion getötet. Seinem Vater zufolge zwangen die Bewaffneten der Phalangisten Tony Frangieh und seine junge Frau, die Erschießung ihrer kleinen Tochter Jihane zu beobachten und ermordeten dann vor Tony Frangiehs Augen seine Frau, bevor sie ihn selbst töteten. Die LF erklärte, niemanden getötet zu haben.
Die Aktion war ein fehlgeschlagener Versuch, die Marada-Brigade zu übernehmen.
Suleiman Frangieh gelobte Vergeltung und suchte nachfolgend ein Bündnis mit einigen seiner früheren Feinde, einschließlich des Führers der Drusen Walid Dschumblat und des früheren Ministerpräsidenten Rashid Karami. Die drei bildeten die pro-syrische Nationale Rettungsfront. Nach einigen Monaten wurden Baschir Germayels Tochter und seine Leibwächter getötet und im September 1982 Baschir selbst bei einer Explosion.
Die Ermordung von Tony Frangieh ist vielen Kommentatoren zufolge einer der Gründe für die Langlebigkeit des Bürgerkriegs und war der Beginn einer tiefen Spaltung zwischen den Christen.

## Persönliches Leben
Antoine Frangieh hatte zwei Kinder mit Vera el-Kordahi, die er 1962 heiratete, Suleiman Frangieh II. und Jihane.